# Kloster Nizors
Das Kloster Nizors oder La Bénissons-Dieu (Benedictio Dei; nicht zu verwechseln mit dem Kloster La Bénisson-Dieu) ist eine ehemalige Zisterziensermönchsabtei in der Gemeinde Boulogne-sur-Gesse im Département Haute-Garonne, Region Okzitanien, in Frankreich. Es liegt rund 24 Kilometer nördlich von Saint-Gaudens am Ufer der Gesse.

## Geschichte
Das Kloster wurde 1180 gegründet und von einem Gründungskonvent aus dem nahe gelegenen Kloster Bonnefont besiedelt. Damit war es ein Tochterkloster der Primarabtei Morimond. Das Kloster entwickelte sich rasch und erhielt von König Philipp III. von Frankreich im Jahr 1283 die Mitherrschaft (paréage) über die Bastide von Boulogne-sur-Gesse. Nachdem das Kloster in Kommende gefallen war, erlebte es seinen Niedergang. In der zweiten Hälfte des 18. Jahrhunderts wurden die Gebäude erneuert. Montesquieu, dessen Bruder Kommendatarabt war, verbrachte einen Monat in der Abtei. In der Französischen Revolution wurde das Kloster aufgelöst, anschließend geplündert und niedergebrannt.

## Bauten und Anlage

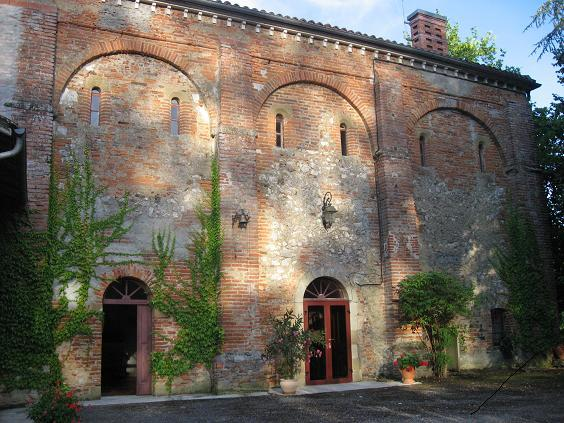
Klostergebäude

Erhalten ist ein zweistöckiges Gebäude aus Ziegelstein, das den früheren, allerdings aufgeteilten Kapitelsaal enthält, mit vier Lisenen an der Längsseite, die durch Gurtbögen verbunden sind. Im Erdgeschoss des Inneren sind noch Marmorsäulen vorhanden, die Blattkapitelle tragen. Der Rest der Anlage ist zu unförmigen Ruinen verfallen. Die Kirche von Ciadoux hat u. a. eine Grablegung aus dem Kloster erhalten.